# Over the Hedge (jogo eletrônico Nintendo DS)
Over the Hedge é um jogo de plataforma com elementos furtivos desenvolvido pela Vicarious Visions e publicado pela Activision para o console portátil Nintendo DS. Foi lançado pela primeira vez na América do Norte e depois na Europa. O jogo se passa imediatamente após os eventos do filme Over the Hedge da DreamWorks, assim como suas adaptações para consoles.
A jogabilidade envolve guiar três criaturas jogáveis da floresta por casas suburbanas para coletar itens e devolvê-los à floresta. Os habitantes da casa e as armadilhas devem ser evitados ou neutralizados para ter sucesso. O enredo do jogo gira em torno da tentativa de Gladys Sharp de transformar o que resta da floresta dos animais em uma piscina; os animais tentam evitar isso atraindo espécies ameaçadas de extinção para a floresta, tornando a floresta um habitat protegido. Over the Hedge recebeu críticas positivas e médias da imprensa de jogos, bem como o prêmio de 'Melhor Jogo que Ninguém Jogou' do site de jogos IGN em 2006. O jogo foi elogiado pela conquista técnica de exibir 3D completo em ambas as telas do Nintendo DS, mas alguns críticos acharam a jogabilidade repetitiva.

## Jogabilidade

Verne encontra um dos habitantes enquanto explora uma casa. O cone vermelho na tela inferior mostra o alcance de visão do homem.

Em Over the Hedge, o jogador controla um dos três animais que tentam roubar itens e destruir materiais de construção de casas suburbanas. O jogador deve explorar casas tridimensionais para completar esses objetivos, evitando os moradores e seus animais de estimação. Se o jogador for avistado, ele deve escapar da linha de visão do inimigo, caso contrário, o jogador falhará no nível. Cada nível requer várias viagens para ser concluído. Os sistemas de segurança devem ser evitados ou desativados para progredir em cada nível.
Cada personagem tem suas próprias habilidades únicas. Verne tem força para empurrar e carregar itens grandes e pode se retrair em sua concha para evitar ser detectado, mas não pode pular tão alto ou correr tão rápido quanto os outros personagens. RJ tem força e agilidade médias. Ele pode escalar, levantar itens e também arremessar Verne. Hammy é o mais ágil dos três, correndo mais rápido e pulando mais alto. Isso o permite contornar a segurança com mais facilidade.
Over the Hedge é apresentado em 3D completo em ambas as telas do Nintendo DS, o que não é visto com frequência em um jogo do Nintendo DS. A tela superior exibe o jogo em uma perspectiva de terceira pessoa por cima do ombro, enquanto a tela de toque mostra uma perspectiva aérea. A tela inferior indica o alcance de visão dos inimigos e pode ser usada como uma tela de toque para mirar nos inimigos para atacar. O microfone do console é usado para atrair a atenção de cães ou para despertar as criaturas da floresta caso elas fiquem inconscientes.

### Multijogador
Um minijogo multijogador está incluído e permite que dois jogadores compitam pela conexão sem fio do DS, apenas um jogador precisa de um cartucho de jogo Over the Hedge para dois consoles DS separados para jogar. Stella, o gambá, está disponível neste modo de jogo, junto com os três personagens jogáveis do jogo principal. Os jogadores navegam por um labirinto para coletar comida antes que o tempo acabe. O jogador com mais comida vence o jogo. No máximo cinco pedaços de comida podem ser carregados de uma vez, eles devem ser carregados para uma área de coleta antes que mais comida possa ser coletada.

## Enredo
Over the Hedge se passa imediatamente após os eventos do filme de animação. Gladys Sharp, presidente da associação de moradores, retorna e planeja demolir a floresta para construir uma piscina. Ela foi acompanhada por um novo personagem, Henri Smith, um taxidermista e irmão de Dwayne. Dada uma ideia de Hammy, RJ decide fazer com que espécies ameaçadas se mudem para a floresta para que ela seja declarada um habitat protegido, evitando sua destruição. Os moradores foram avisados sobre as intenções de RJ e companhia e criaram armadilhas com objetos do cotidiano para repelir os ladrões. Os animais conseguem reunir suprimentos para que um vendedor de furões de patas pretas chamado Jack, uma cientista de morcegos cinza chamada Sylvia e um pica-pau-bico-de-marfim aposentado chamado Samson possam viver na floresta. Como último recurso, Gladys sequestra os amigos de RJ, Verne e Hammy para Henri. Então o trio invade as câmeras de segurança da casa e atrai Gladys para eles. Assim que as notícias e a polícia ouvem isso, os dois humanos são presos por tentar capturar animais ameaçados de extinção. Depois, os animais continuam a roubar comida.

## Desenvolvimento
Ao contrário das versões de console doméstico, a versão Nintendo DS de Over the Hedge foi criada como um jogo separado pela Vicarious Visions. O escritor de jogos Evan Skolnick observou que o objetivo original era fazer um jogo simples vinculado ao filme, mas a equipe de desenvolvimento logo foi instruída pela Activision a "fazer este sucesso". Como resultado, a Vicarious Visions decidiu escrever uma nova história e criar cenas de corte no jogo usando vídeo em movimento completo (FMV). O uso de FMV era incomum para o Nintendo DS devido a limitações de software, como ter apenas um engine 3D e restrições de espaço ROM. Em 2007 Game Developers Conference palestra, os programadores Chuck Hommick e Gregory Oberg explicaram como a empresa evitou muitos desses obstáculos ao não incluir níveis de neblina ou noite e ao usar matrizes de textura em cutscenes animadas. Devido a restrições orçamentárias, apenas as duas primeiras cutscenes foram totalmente animadas. O resto eram imagens estáticas com legendas de texto, normalmente encontradas em jogos do Nintendo DS. Craig Harris de IGN chamou Over the Hedge de "um dos produtos Nintendo DS mais impressionantes deste ano - pelo menos em um nível técnico".

## Recepção
O jogo recebeu críticas positivas e médias da imprensa de jogos, com uma pontuação média de 73% no GameRankings e 71 no Metacritic. Over the Hedge foi premiado como "Melhor Jogo que Ninguém Jogou" pela IGN na categoria Nintendo DS durante a premiação de Jogo do Ano de 2006.
Vários críticos ficaram impressionados com os gráficos 3D do jogo, considerando as limitações gráficas do Nintendo DS. Louis Bedigian, da GameZone, comentou "Mundos tridimensionais são uma raridade no DS que você definitivamente vai notar". Em particular, a realização técnica de usar as duas telas do DS para mostrar a jogabilidade em dois ângulos diferentes e em 3D completo foi elogiada.
Os críticos estão divididos sobre o nível de dificuldade do jogo e o público-alvo. Alguns acharam o jogo muito fácil para jogadores adultos. Lasse Pallesen, do Nintendo World Report, declarou que Over the Hedge não é envolvente para adultos ou crianças devido à "natureza repetitiva de colecionismo do jogo e à jogabilidade unidimensional". Louis Bedigian, da GameZone, tinha reservas semelhantes: "Jogadores jovens e velhos ficarão desanimados com a falta de emoção". Outros críticos acharam que o jogo era adequado para crianças e adultos. Pete Sellers, da Deeko, achou o jogo "uma aventura bem projetada que requer paciência e planejamento".
Alguns críticos acharam a jogabilidade, focada principalmente em coletar e devolver objetos, repetitiva. Em sua análise do GameSpot, Frank Provo declarou "Jogos voltados para jogadores mais jovens são tipicamente repetitivos, mas Over the Hedge para o Nintendo DS estabelece um novo padrão para repetição". Ele lista um dos aspectos negativos do jogo como "Todo o jogo parece uma limpeza de casa ou um tour imobiliário". Louis Bedigian, da GameZone, também achou o jogo repetitivo, dizendo "...o jogo fica longe de qualquer coisa profunda, optando por uma série simplista de missões que redefinem o significado da palavra rehash".

## Ligações Externas
- Over the Hedge no MobyGames
- Over the Hedge. no IMDb.